# Ирис Булли
Ирис Булли (лат. Iris bulleyana) — вид растений рода Ирис семейства Ирисовые.

## Ботаническое описание
Корневище ползучее и толстое. Листья серо-зелёные с обеих сторон, линейные, 15-45 сантиметров × 3-10 миллиметров. Среднее ребро отсутствует. Основание листа красноватое. Стебли от 10 до 40, редко до 70 сантиметров, шириной 4-6 миллиметров, полые, двух- или трёхлистные. 2-3 лопаточки зелёные, слегка красноватые по краю, размером 5,5-12 × 0,8-1,2 сантиметра, редко одноцветковые, обычно двуцветковые. Цветки слабо-пурпурные или голубовато-фиолетовые до темно-пурпурных, редко белые, диаметром 6,5-7,5 сантиметров. Цветоножки длиной от 2 до 6 сантиметров. Трубка перистого венчика длиной 1-1,2 сантиметра. Маятниковые листья обратнояйцевидные, 4,5 — 5 × около 2,5 сантиметров, с тёмными линиями и узорами на центральном беловатом или желтоватом пятне. Куполообразные листья более или менее прямостоячие, светло-пурпурные, ланцетные, размером от 4 до 1,5 сантиметров. Тычинки размером около 2,5 сантиметров, пыльники молочно-белые. Завязь имеет размер около 2 сантиметров. Ветви пестика размером около 3,5 сантиметров. Плод — коробочка, от 4 до 5,5 × 1,5-1,8 сантиметра, цилиндрическая, отчетливо 6-гранная, тупая, без клюва на верхушке. Семена полусферические, плоские и коричневые.
Число хромосом 2n = 40.
Период цветения с июня по июль, плодоносит с августа по октябрь.

## Распространение и экология
Вид встречается в Мьянме и Китае (провинции Сычуань, Сицзан и Юньнань). Произрастает на влажных склонах, лугах и берегах рек на высоте от 2300 до 4300 метров.

## Систематика
Вид Iris bulleyana был впервые научно описан Уильямом Рикатсоном Дайксом в 1910 году. В 1980 году Ю Тан Чжао описал белоцветковую форму, встречающуюся только в Юньнани, как Iris bulleyana f. alba. Название вида дано в честь английского торговца Артура Булли.

## Культивация

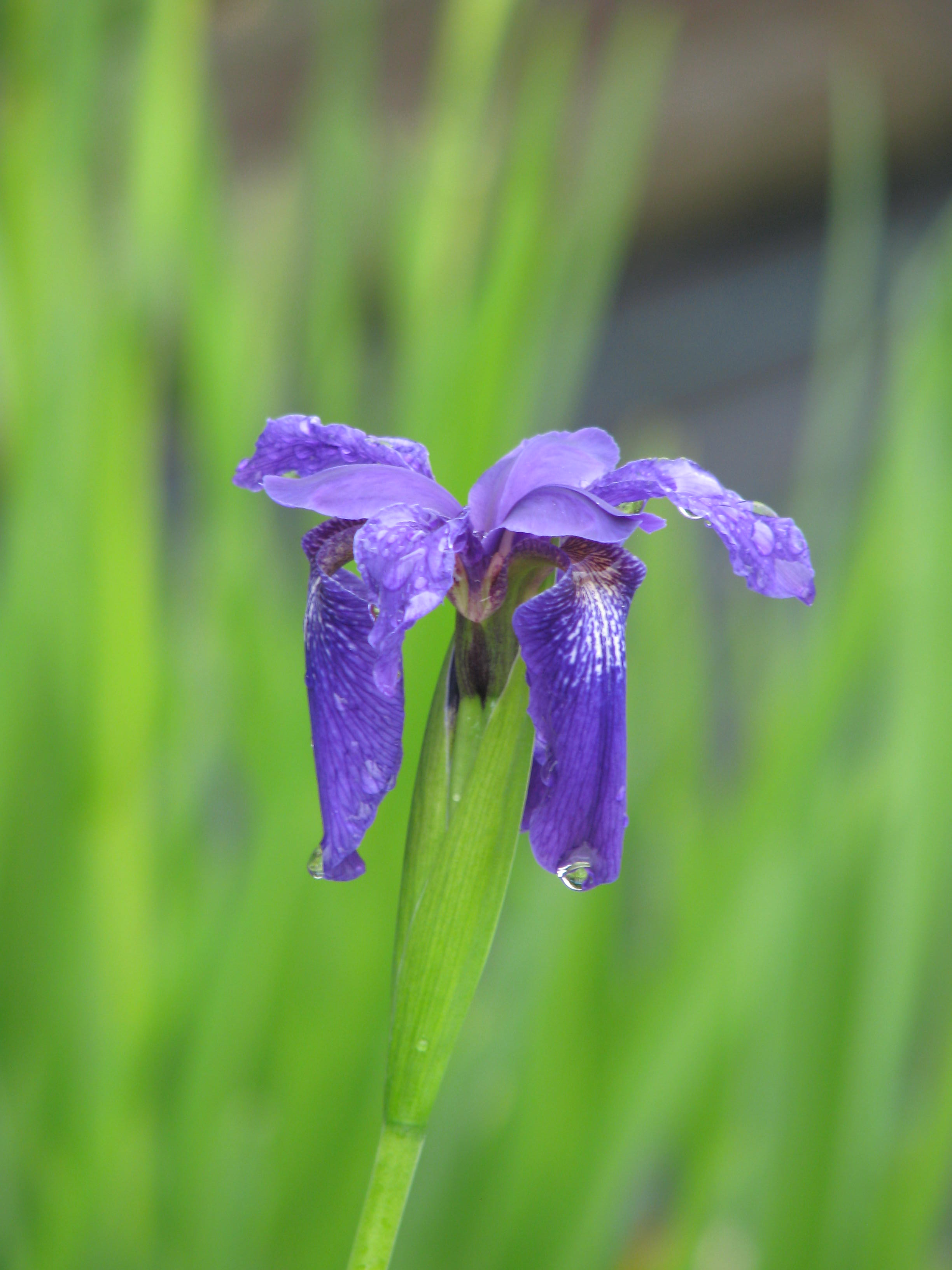
Iris bulleyana

У всех сибирских ирисов в целом схожие требования к выращиванию. Они не любят очень жарких условий. Они переносят температуру до -10 градусов C. Но могут выжить и при более низких температурах, если их защитить или хорошо мульчировать на зиму. Предпочитают почвы с уровнем ph от 5,5 до 7 (от кислой до нейтральной) и более влагоустойчивы. Не любят свободно дренирующие почвы (или песчаные почвы). Они также терпимы к ветреной погоде. Предпочитают места на солнце, но могут переносить частичное затенение. В затененных местах дают меньше цветов. Весной их можно мульчировать торфом или садовым компостом. Весной их также можно подкормить общим удобрением.
Можно делить после цветения (в начале лета), если кусты становятся слишком большими и тесными. Также размножение лучше всего проводить делением корневищ. Затем их следует пересадить на расстоянии 25 см друг от друга и на глубину 10 см, в свободные от сорняков условия. Новые растения можно высаживать весной или осенью. Но перед посадкой необходимо подготовить почву. Новые растения необходимо хорошо поливать в течение первого сезона. Новым растениям также требуется не менее 2 лет для укоренения. Высаживают в садах, на берегу водоемов, возле бассейнов или ручьев.